# Przybiernowo (przystanek kolejowy)
Przybiernowo – zlikwidowany przystanek gryfickiej kolei wąskotorowej w Przybiernowie, w województwie zachodniopomorskim, w Polsce. Przystanek został zamknięty 1 października 1996 roku.